# Куш-Кая (Судак)
Куш-Кая́ або Со́кіл (рос. Сокол, Куш-Кая, крим. Quş Qaya — скеля-птах) — гора поблизу Зеленої бухти селища Новий Світ у Криму (Україна).
Біля підніжжя гори пролягає єдина асфальтована дорога з Нового Світу — до міста Судак.
Гора є стародавнім кораловим рифом, що є найбільшим у Європі. Основа займає площу біля 1-го кв. км. Сформований приблизно 150 млн років тому на прибережній обмілині стародавнього океану Тетіс, як і подібні рифи даного регіону — миси Алчак та Капчик, гора Коба-Кая. Колір Сокола залежить від освітлення: при сонці — білий, а після дощу — фіолетовий різних відтінків.
Прокладено більше двох десятків альпіністських маршрутів на вершину гори від 1-ї до 6-ї категорії складності. З західної та північної сторони є кілька відносно легких та безпечних маршрутів для підйому без додаткового альпіністського спорядження.

## Фотогалерея

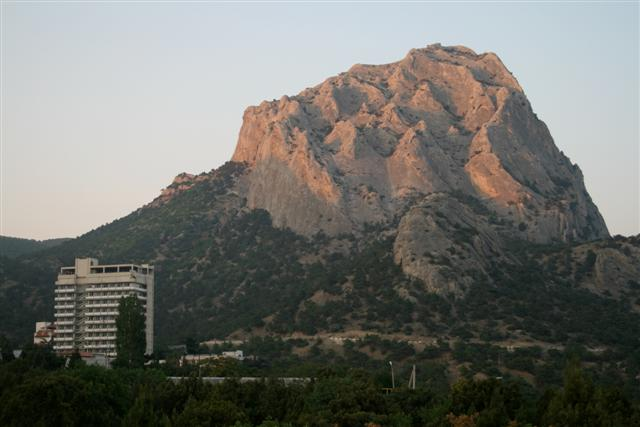
Гора Куш-Кая в останніх вечірніх променях сонця
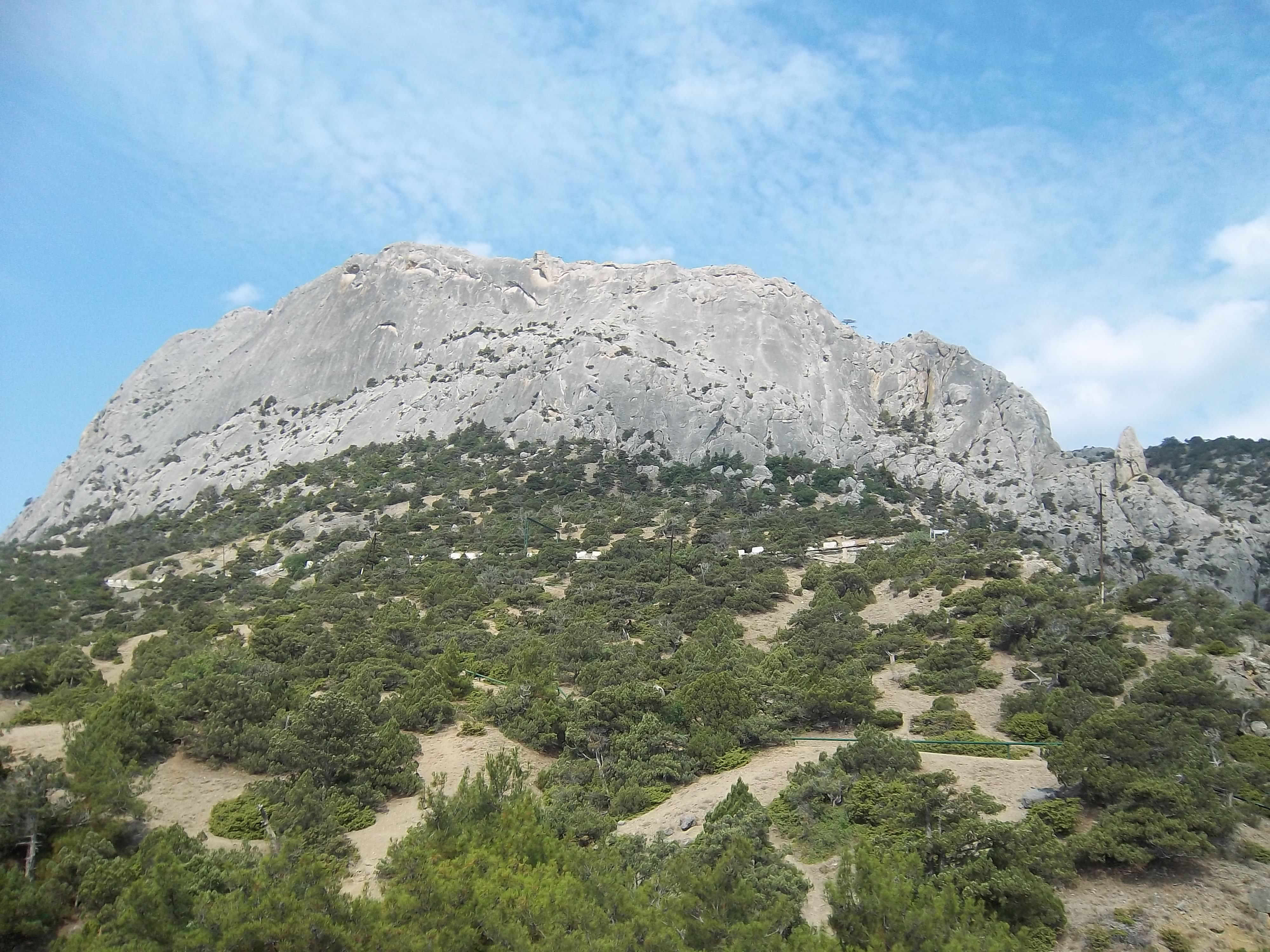
Гора Куш-Кая
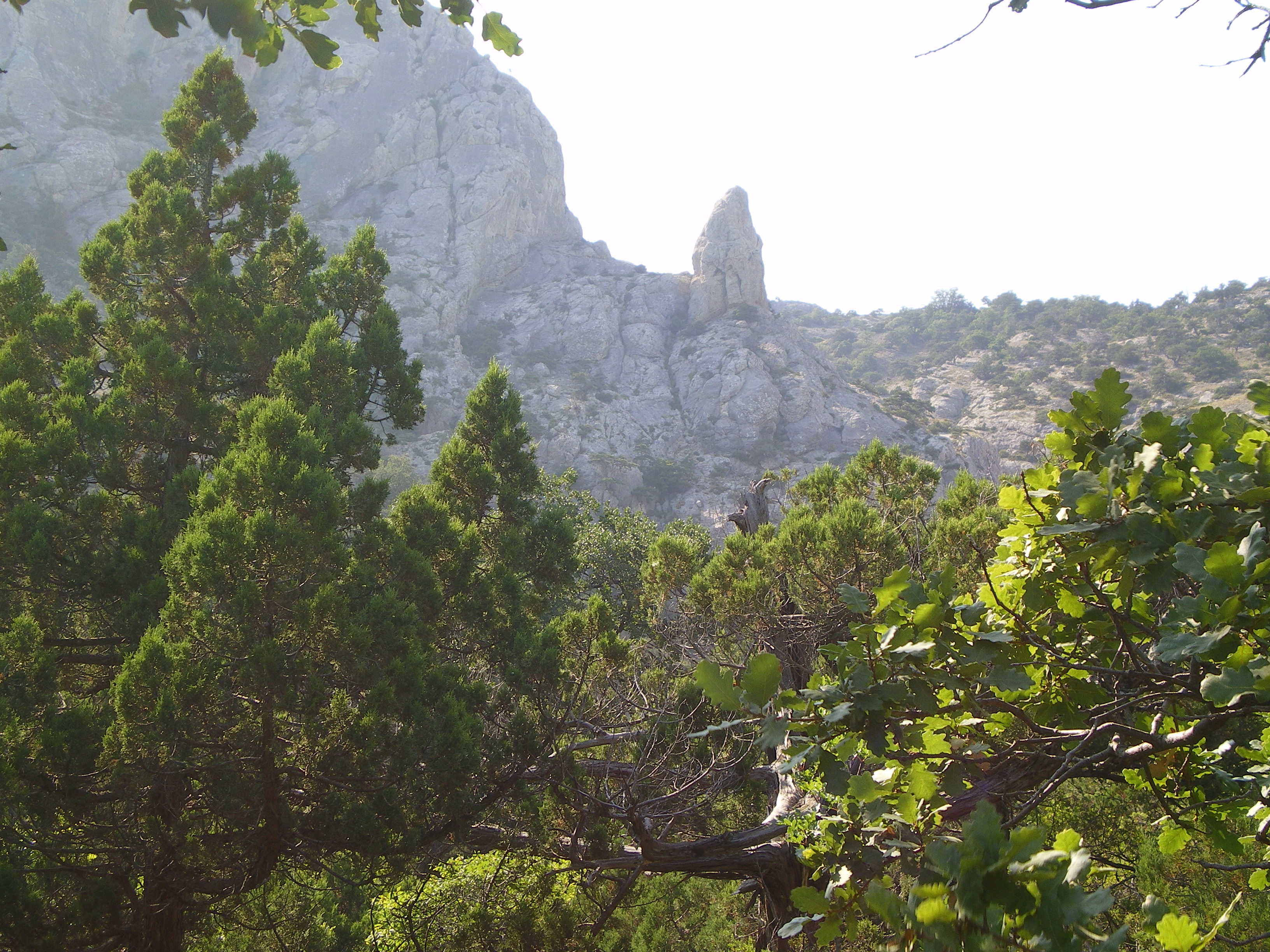
Підніжжя гори Куш-Кая, скеля Чортів палець або Жандарм
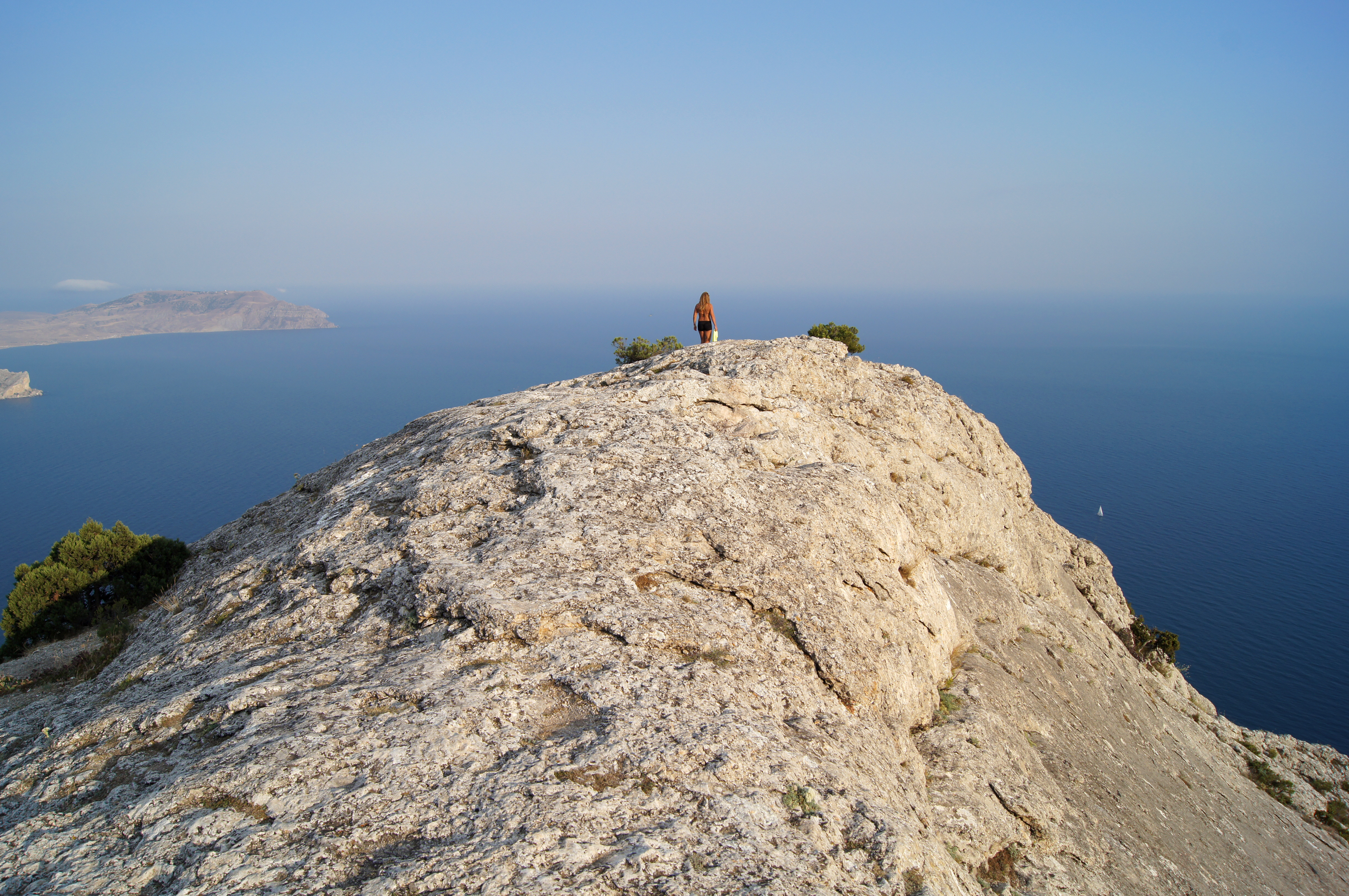
На вершині